# Charles J. McCurdy
Charles Johnson McCurdy, född 7 december 1797, död 8 juni 1891, var en amerikansk jurist, diplomat, politiker och viceguvernör i Connecticut.

## Tidigt liv
Charles J. McCurdy föddes i Lyme, Connecticut. Hans far, Richard McCurdy, hade tagit examen från Yale och var jurist till professionen, men ägnade sig åt jordbruk och att ta hand om sina ägor. Hans mor var Ursula Wolcott Griswold, sondotter till guvernör Matthew Griswold och dennes fru Ursula, som var dotter till Roger Wolcott, syster till Oliver Wolcott, faster till Oliver Wolcott, Jr. och mor till Roger Griswold, som alla var guvernörer i Connecticut. McCurcy var således släkt med många guvernörer i delstaten.
McCurdy började vid Yale College 1813 och tog examen 1817 med höga betyg.

## Politisk karriär
McCurdy blev ledamot av Connecticuts senat 1832 och tjänstgjorde sedan som talman i Connecticuts representanthus 1840-1841 och 1844. Han valdes 1847 och 1848 till viceguvernör och talman i senaten. Han var viceguvernör medan Clark Bissell var guvernör, från den 5 maj 1847 till den 2 maj 1849.
Från 1850 till 1852 var han USA:s Chargé d'affaires till Österrike.
I juni 1855 utnämndes han till domare i Connecticut, och 1863 till domare i överinstans, en position som han hade till dess han blev för gammal enligt delstatens grundlag 1867.